# Gentiana huxleyi
Gentiana huxleyi är en gentianaväxtart som beskrevs av Kusn.. Gentiana huxleyi ingår i släktet gentianor, och familjen gentianaväxter. Inga underarter finns listade i Catalogue of Life.